# ファイル (歯科)

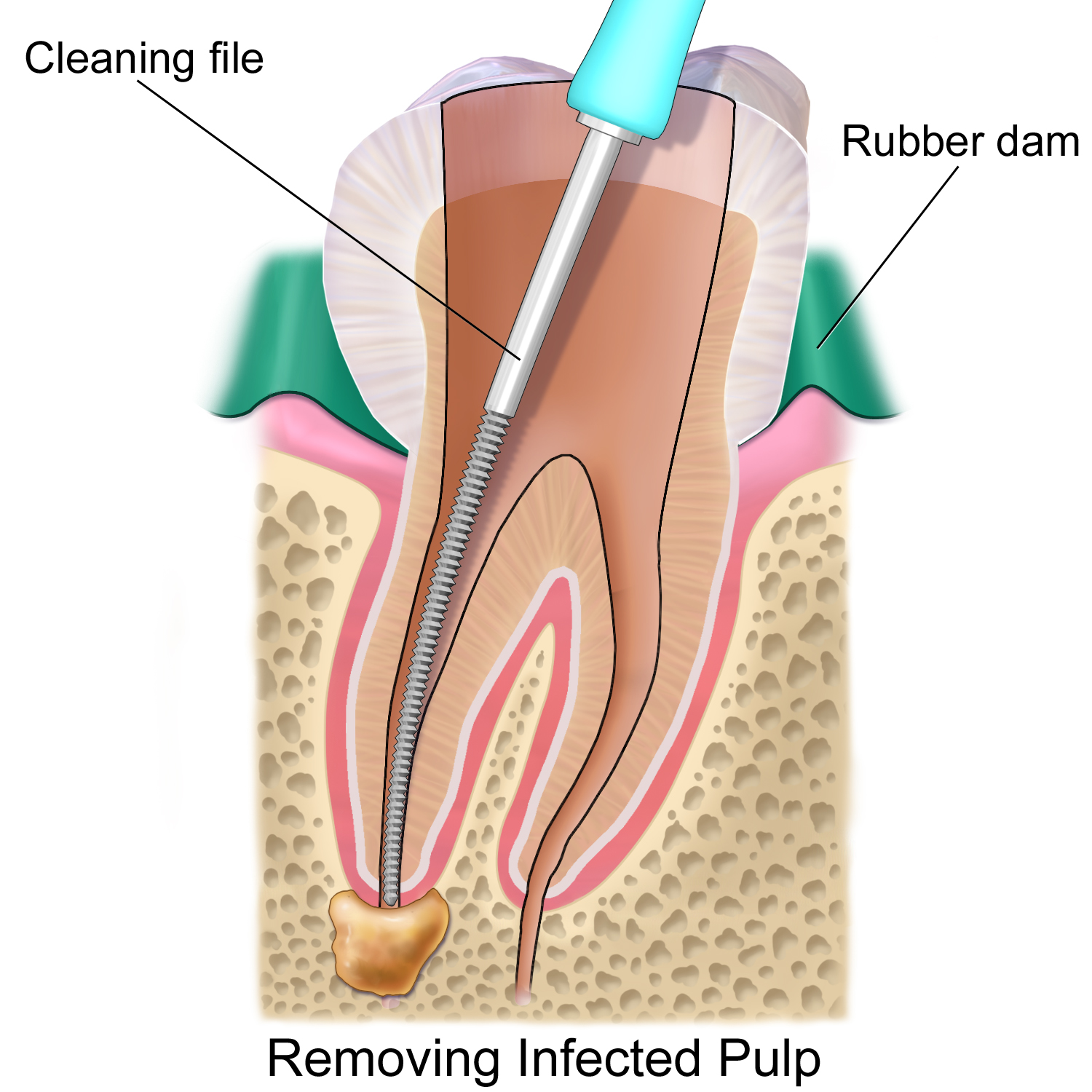
根管治療における感染した歯髄の除去

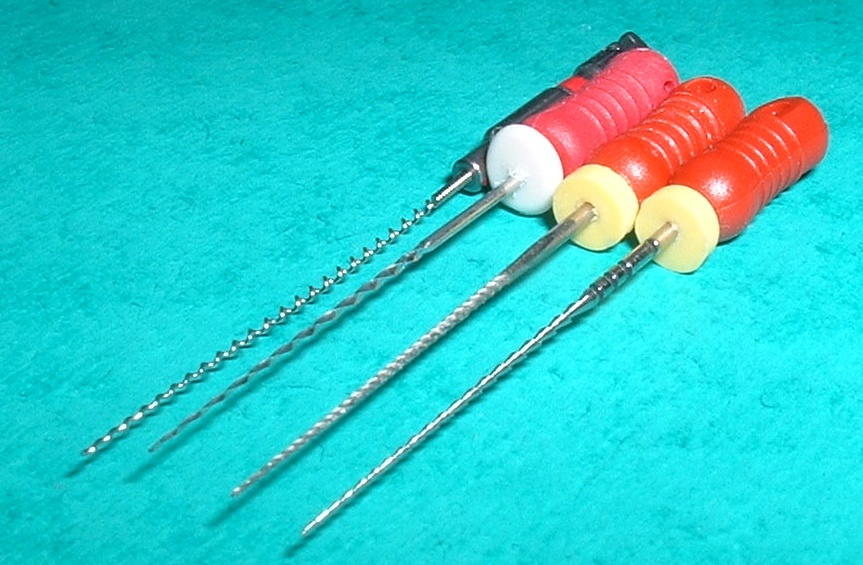
K-fileと H-file（ISOサイズ25）

歯科におけるファイル（files）は、リーマー（reamers）とも呼ばれ、根管形成（神経、根の治療）用の医療器具のこと。
根管治療、抜髄（神経の治療）の際に用いられる。針状の形態で側面がやすり状になっており、根管内でこれを主に掻きあげる事により、神経の除去や根管内側の汚染され壊死した歯組織の除去（デブリードマン）を行う。
断面の形状によりKファイルとHファイルに分けられる。近年では従来型のステンレス製に加え、根管追従性がより高いニッケルチタン製のファイルも登場している。